# Георгій Побідоносець (корабель)
Георгій Побідоносець (до 27 липня 2002 «БДК-45») — російський великий десантний корабель проєкту 775. (англ. Ropucha за класифікацією НАТО). Входить до складу Північного флоту РФ, базується у порту Полярний. 
Корабель призначений для перевезення морем та висадки військ морського десанту на необладнане побережжя. Він має танкову палубу, що проходить через всю довжину корпусу. Корпус корабля має подвійне дно та 12 водонепроникних перебірок, що підвищують живучість.

## Історія
Корабель був побудований на Північній корабельні в Гданську, як двадцятий у серії великих десантних кораблів проєкту 775, розроблених у Польщі та побудованих для СРСР. Він належав до другого варіанту цього дизайну (775/II). Надійшов на озброєння ВМФ СРСР у 1984 році. Перейшов на озброєння Північного флоту ВМФ Росії після розпаду СРСР.
У вересні 2007 року брав участь у спільних військово-морських навчаннях із плавбазою "Хортен" ВМС Норвегії у Баренцевому морі.
З червня по серпень 2014 року брав участь у поході кораблів Північного флоту у Середземне море.
З травня 2016 по квітень 2017 знаходився у складі «сирійського експресу» — регулярних морських перевезень військових вантажів для постачання російських військ у Сирії. За 11 місяців корабель пройшов майже 45 тис. морських миль. 
У 2017 брав участь в арктичному плаванні у східній частині Арктики.

### Російське вторгнення в Україну
У лютому 2022 року, перед початком повномасштабного вторгнення в Україну, в складі загону із 6 ВДК, після переходу навколо Європи, перебазувався в Чорне море.